# Liste des commanderies templières en Région Centre du Portugal

Localisation de la région Centre

Cette liste recense les anciennes commanderies et maisons de l'Ordre du Temple dans l'actuelle Région Centre du Portugal.

## Histoire et faits marquants
La présence des Templiers au Portugal est mentionnée dès 1128 par un premier don à Fonte Arcada (pt). Peu de temps après, la reine Teresa concéda à l'Ordre du Temple le Château de Soure et toutes les terres entre Coïmbre et Leiria, ces domaines devenant alors le siège de l'Ordre au Portugal. Les templiers y fondèrent les commanderies de Pombal, d'Ega et de Redinha, bâtirent les premières églises et y développèrent la culture.
Puis c'est Alphonse Ier de Portugal, qui chercha par la suite à consolider la Reconquista de la péninsule ibérique, en faisant d'importants dons à l'Église. Dans les régions dépeuplées reconquises, il installa des colons et invita les ordres religieux militaires comme les Templiers et les Hospitaliers à s'installer le long des frontières comme défenseurs contre les Maures. Il devint par la suite lui-même chevalier du Temple. La seconde moitié du XIIe siècle fut marquée par la construction de la forteresse de Tomar, qui devint ainsi le siège de l'Ordre du Temple, sous la direction du maître provincial Gualdim Pais. Après la fondation de Tomar, des donations royales se succédèrent sans interruption (Idanha-a-Velha et Monsanto en 1165, puis Lisbonne, Leiria et Santarem, etc.). Au cours du XIIIe siècle, beaucoup de bourgs, villages et châteaux détruits lors de la reconquista, furent rebâtis, la population éparse se réunit et s'accrut en peu de temps.
La dissolution de l'ordre du Temple en 1312 lors du concile de Vienne en marqua la fin officielle, mais le roi Denis I prit la décision d'incorporer dans un premier temps les biens des Templiers directement au domaine royal pour les soustraire à l’Église, et refusa au pape la réunion de ces biens à ceux des Hospitaliers.
Puis il obtint de Jean XXII la création du nouvel ordre du Christ, auxquels tous les biens des templiers au Portugal furent alors dévolus.

## Possessions templières
* Château /Forteresse ⇒ CH, baillie (Commanderie principale) ⇒ B, Commanderie ⇒ C, Maison du Temple aux ordres d'un commandeur ⇒ M., fief dépendant d'une commanderie  ⇒ F
| Rang   | Etablissement                        | Ville actuelle (ou à proximité) | Observations                                                                 | Protection                                                 |
| ------ | ------------------------------------ | ------------------------------- | ---------------------------------------------------------------------------- | ---------------------------------------------------------- |
| CH     | Château d'Abrantes (pt)              | Abrantes                        |                                                                              | Monument national.                                         |
| C      | Château d'Almourol                   | Vila Nova da Barquinha          | [ 5 ]                                                                        | Monument national.                                         |
| C      | Château de Castelo Branco (pt)       | Castelo Branco                  | « Domus Templi de Castroalbo ». Histoire du Château de Castelo Branco (pt)   | Monument national.                                         |
| M. (?) | Commanderie de Castelo Mendo         | Castelo Mendo (pt)              |                                                                              |                                                            |
| CH     | Château de Castelo Novo (pt)         | Castelo Novo                    | [ 8 ]                                                                        |                                                            |
| CH     | Château de Celorico da Beira (pt)    | Celorico da Beira               |                                                                              | Monument national.                                         |
| CH     | Château de Cera (pt)                 | Alviobeira                      | [ 8 ]                                                                        |                                                            |
| CH     | Tour de Dornes (pt)                  | Dornes (pt)                     |                                                                              | Immeuble d'intérêt public.                                 |
| C      | Commanderie d'Ega                    | Ega                             | [ 11 ]                                                                       |                                                            |
| M. (?) | Salines de Fonte da Bica             | Rio Maior                       | les terres et le sel étaient possessions templières (voir article portugais) |                                                            |
| M. (?) | Commanderie de Ferreira de Aves (pt) | Ferreira de Aves (pt)           | seule une partie de la ville était templière                                 | Monument national.                                         |
| CH     | Château de Idanha-a-Velha (pt)       | Idanha-a-Velha                  | [ 2 ]                                                                        | Monument national.                                         |
| CH     | Château de Idanha-a-Nova (pt)        | Idanha-a-Nova                   |                                                                              |                                                            |
| M.     | Maison du Temple de Leiria           | Leiria                          | [ 2 ]                                                                        |                                                            |
| Ch     | Château de Longroiva                 | Longroiva                       | ou Longrovia?                                                                |                                                            |
| C      | Commanderie de Lousa                 | Lousa (pt)                      |                                                                              |                                                            |
| M. (?) | Commanderie de Marialva              | Marialva                        | à vérifier, ou Marialba?                                                     |                                                            |
| M. (?) | Commanderie de Marmeleiro            | Marmeleiro (Guarda) (pt)        | à vérifier                                                                   |                                                            |
| CH     | Château de Monsanto                  | Monsanto                        | [ 11 ]                                                                       | Monument national.                                         |
| CH     | Château de Montemor-o-Velho (pt)     | Montemor-o-Velho                | [ 8 ]                                                                        |                                                            |
| CH     | Château de Ourém                     | Ourém                           |                                                                              | Monument national.                                         |
| C      | Commanderie de Pedrógão Pequeno (pt) | Sertã                           | [ 18 ]                                                                       |                                                            |
| CH     | Château de Penamacor (pt)            | Penamacor                       |                                                                              | Monument national.                                         |
| CH     | Château de Penha Garcia (pt)         | Penha Garcia                    |                                                                              | Pilori protégé Monument national.                          |
| CH     | Château de Pombal                    | Pombal                          | [ 11 ]                                                                       | Monument national.                                         |
| F      | Commanderie de Ranhados              | Ranhados (Mêda)                 | [ 22 ]                                                                       | Monument protégé[précision nécessaire].                    |
| F      | Fief de Redinha                      | Redinha                         | ,                                                                            |                                                            |
| CH     | Château de Ródão (pt)                | Vila Velha de Ródão             |                                                                              | Immeuble d'intérêt public.                                 |
| CH     | Château de Rosmaninhal (pt)          | Rosmaninhal (pt)                |                                                                              | Pilori protégé Monument national.                          |
| CH     | Château de Sabugal                   | Sabugal                         | appartenance templière à confirmer                                           | Monument national.                                         |
| M.     | Église de Santa Maria do Olival      | Tomar                           |                                                                              | Monument national (1910).                                  |
| CH     | Château de Segura (pt)               | Segura (Idanha-a-Nova)          |                                                                              | possession templière à confirmerImmeuble d'intérêt public. |
| C      | Château de Soure                     | Soure                           | [ 32 ]                                                                       | Monument national.                                         |
| B      | Forteresse de Tomar                  | Tomar                           | [ 5 ]                                                                        |                                                            |
| CH     | Castelo de Torres Novas              | Torres Novas                    | appartenance templière à confirmer                                           |                                                            |
| CH     | Château de Trancoso                  | Trancoso                        | [ 8 ]                                                                        |                                                            |
| CH     | Château de Vila do Touro (pt)        | Vila do Touro (pt), Sabugal     | [ 8 ]                                                                        |                                                            |
| CH     | Château de Vilar Maior (pt)          | Vilar Maior                     | à vérifier                                                                   |                                                            |
| CH     | Château de Zêzere (pt)               | Vila Nova da Barquinha          |                                                                              |                                                            |

| Localisation en Région Centre du Portugal (Liens vers les articles correspondants) |
| --- |
| \| Région Nord Alentejo Castille-et-León Galice Estrémadure Abrantes Almourol C. Mendo Celorico Branco Cera Dornes Ega Rio Maior F. de Aves Id.-Nova Id.-Velha Leiria Lousa Marialva Marmeleiro Montemor Monsanto Longroiva C. Novo Ourém Sertã Penamacor Penha Garcia Pombal Ranhados Redinha Ródão Rosmaninhal Sabugal Sta Maria Olival Segura Soure Torres Novas Tomar Trancoso Vila do Touro Vilar Maior Zêzere \| |
| Région Nord Alentejo Castille-et-León Galice Estrémadure Abrantes Almourol C. Mendo Celorico Branco Cera Dornes Ega Rio Maior F. de Aves Id.-Nova Id.-Velha Leiria Lousa Marialva Marmeleiro Montemor Monsanto Longroiva C. Novo Ourém Sertã Penamacor Penha Garcia Pombal Ranhados Redinha Ródão Rosmaninhal Sabugal Sta Maria Olival Segura Soure Torres Novas Tomar Trancoso Vila do Touro Vilar Maior Zêzere       |